# Родовий Альянс
Родовий Альянс або Альянс Предків (тур. Ata İttifakı), пишеться як ATA Alliance — виборчий альянс у Туреччині, який був створений 11 березня 2023 року і складається з Партії Перемоги, Партії Справедливості, Партії Моя Країна та Партії Альянсу Туреччини. Кандидатом, від альянсу обрали Сінана Огана, колишнього депутата Партії націоналістичного руху.

## Історія створення
У червні 2022 року було запропоновано створити новий альянс із п’яти партій, включаючи партію Перемоги. У майбучньому голова партії «Батьківщина» Мухаррем Індже, голова партії «Перемога» Уміт Оздаг, голова партії «Справедливість» Векдкт Юз та голова партії «Правда» Ріфат Сердароглу зробили заяви про те, що вони ведуть переговори про створення виборчого альянсу
11 березня 2023 року в штаб-квартирі партії «Перемога» відбулося проголошення декларації Альянсу Предків, до складу якого входять партії «Перемога», «Справедливість», «Моя країна» та «Альянс Туреччини», також було оголошено, що обраний ними кандидат на президентських виборах в Туреччині 2023 став Сінан Оган. Голова Правої партії Ріфат Сердароглу сказав: «Ми вважаємо, що висунення третього кандидата в президенти піде на користь Народному альянсу».
.

## Члени альянсу
| Партія | Партія | Партія                                             | Лідер         | Ідеологія                                                                       | Депутат |
| ------ | ------ | -------------------------------------------------- | ------------- | ------------------------------------------------------------------------------- | ------- |
|        | ZP     | Партія Перемоги Zafer Partisi                      | Уміт Оздаг    | Кемалізм Турецький націоналізм Опозиція імміграції Ультранаціоналізм Пантюркізм | 1 / 600 |
|        | AP     | Партія Справеливості Adalet Partisi (2015)         | Векдет Юз     | Кемалізм Ліберальний консерватизм                                               | 0 / 600 |
|        | ÜP     | Партія «Моя країна» Ülkem Partisi                  | Нешет Доган   | Кемалізм Турецький націоналізм                                                  | 0 / 600 |
|        | TİP    | Партія «Альянс Туреччини» Türkiye İttifakı Partisi | Мехмет Саглам | Кемалізм Турецький націоналізм Прогресивізм                                     | 0 / 600 |